# Электрический переулок
Электри́ческий переу́лок — улица в центре Москвы на Пресне между Средним Тишинским переулком и улицей Грузинский Вал. Раньше переулок являлся охранной зоной, где запрещено любое новое строительство, однако в 2007 году он был исключён из списка охранных зон столицы и таким образом, все старинные дома в переулке были лишены какого-либо охранного статуса.

## Происхождение названия
Ранее — Соколовский переулок, по фамилии домовладелицы XIX века коллежской асессорши Соколовой. В 1922—1925 годах — Фирсановский переулок. Современное название дано в 1925 году по электросиловой установке завода «Тизприбор».

## Описание
Переулок начинается от Среднего Тишинского, проходит на север, справа к нему примыкает Малый Тишинский, заканчинается на Грузинском Валу.

## Здания и сооружения

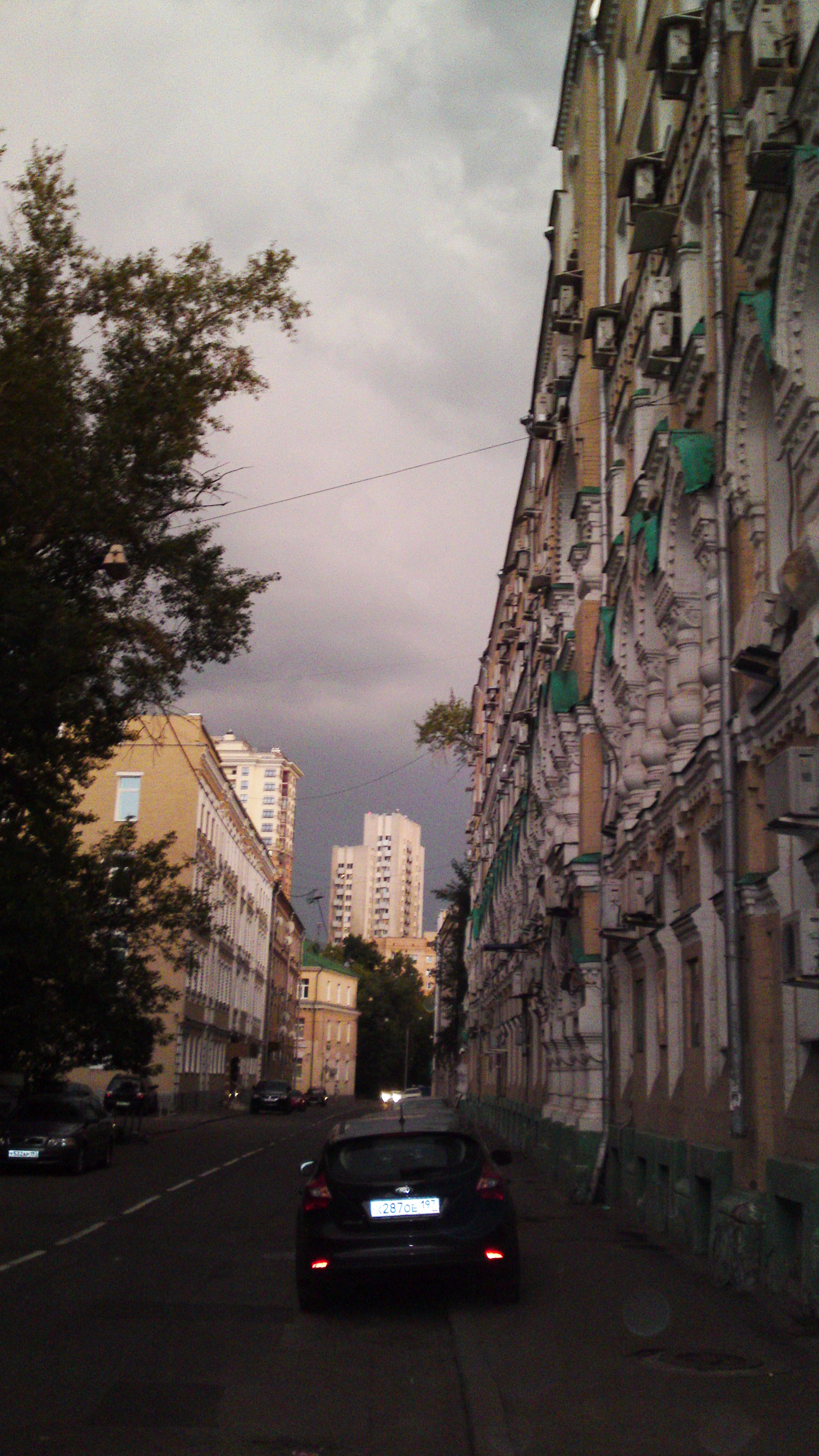
Электрический переулок, дом 3/10

### По нечётной стороне
№ 1, бани С. С. Прусакова
Здание 1901—1902 годов постройки, архитектор — Густав Гельрих. В настоящее время здание занимает НИИР «Фазотрон».
№ 3/10, стр. 1 
№ 3/10, стр. 3 
Здание занимает Московский научно-исследовательский центр по связи и информатизации Федерального агентства по информационным технологиям.
№ 5, дом для вдов и сирот В. И. Фирсановой
Здание в русском стиле 1883 года постройки, архитектор — Митрофан Арсеньев.

### По чётной стороне
№ 8, стр. 1 
Здание занимает Министерство здравоохранения Московской области
№ 8, стр. 3 
Здание занимают издательство «Открытые системы» и редакции журналов «Открытые системы» и «Искусство управления».
№ 10, стр. 1, дом С. В. Соколова 
Деревянный (с кирпичными деталями) одноэтажный особняк Сергея Соколова с конюшней и садом был построен архитектором в 1880-84 годах. Картуш на фронтоне здания, украшенный лепкой в виде циркуля, линейки и пера, указывал на профессию владельца (был уничтожен во время попытки сноса в 2013 году).
После революции в особняке разместился Краснопресненский детский дом, затем там находились паспортный стол и ЖЭК. Был заброшен в 2006 году, доведён его владельцем, ЗАО «Инвестиционная компания „Приоритет“», до руинированного состояния. Осенью 2012 года у особняка обвалилась крыша. Вопреки протестам общественности, городские власти решили снести дом ради освобождения места под строительство 7-этажного комплекса с подземной автостоянкой. 19 февраля 2014 года «сносная комиссия» приняла решение о сносе особняка, причём её председатель, заместитель мэра Москвы Марат Хуснуллин, потребовал начать снос немедленно. В свою очередь, историк и координатор общественного движения «Архнадзор» Рустам Рахматуллин заявил, что в городе продолжается вандализм и «объяснить, каким образом на месте импозантного особняка, являющегося частью сохранившейся исторической среды переулка, может появиться стеклянная архитектура, абсолютно невозможно».
Несмотря на активное противостояние градозащитников, в июне 2014 года старинный особняк был снесён.
№ 12
Жилой дом, конец XIX века.